# Линзингер, Бальтазар
Бальтазар Линзингер (нем. Balthasar Linsinger; 1902, Санкт-Файт (Понгау), герцогство Зальцбург, Австро-Венгрия — 19 октября 1986, Тамсвег, федеральная земля Зальцбург, Австрия) — австрийский священник.
В 1925 году принял сан священника. Он был священником в Вайсбах-Лофере (1937—1943), в Гроссарле (1943—1954) и в Санкт-Михеле (с 1954 до выхода на пенсию).
Во времена национал-социализма, будучи священником в Гроссарле, предложил еврейской семье прийти в Гроссарль в случае опасности. В 1944 году, когда им предстояла депортация в концлагерь, семья ушла в подполье к Линзингеру. Он представил эту семью как потерявшую свою квартиру из-за бомбардировки. Поскольку никто не написал донос властям, то эта семья пережила Холокост.
13 апреля 2011 года израильский Институт Катастрофы и героизма «Яд ва-Шем» признал Бальтазара Линзингера праведником народов мира. Чествование происходило по инициативе журналистки Ангелики Боймер, она была одной из трёх детей Эдуарда Боймера, которого с женой и детьми (тогда в возрасте 3, 9 и 12 лет) Линзингер укрывал от преследований и геноцида в своём доме.